# عنكبوت صياد قرني اللوامس
عنكبوت صياد قرني اللوامس (الاسم العلمي:Eusparassus cornipalpis) هو نوع من العنكبوتيات يتبع جنس العنكبوت الصياد من فصيلة العناكب الصيادة.